# Создания (фильм, 1966)
«Создания» (фр. Les créatures) — кинофильм французского режиссёра Аньес Варда, вышедший на экраны в 1966 году.
В жанровом плане картина сочетает элементы психологической драмы, притчи и фэнтези, рассказывая о писателе, пытающемся управлять созданными им художественными образами, которые периодически выходят из-под его контроля и начинают вести самостоятельную жизнь. Картина наполнена странными символами, загадочными деталями и экстравагантными персонажами (включая говорящего зайца), а также нестандартными цветовыми решениями, создающими ощущение нереальности происходящего.

## Сюжет
Писатель (Мишель Пикколи) вместе с женой (Катрин Денёв) несётся на спортивной машине по морскому побережью. Несмотря на просьбы жены, писатель не снижает скорость, что в итоге приводит к аварии, в результате которой жена теряет дар речи. Остаток фильма происходит на небольшом острове  недалеко от Нанта, куда писатель приезжает вместе со своей беременной женой. Писатель начинает сочинять роман, героями которого становятся жители острова. Постепенно их поведение делается всё менее адекватным и предсказуемым. Писатель знакомится с инженером (Жак Шарье), который работает над особым механизмом, способным управлять поведением людей. Писатель и инженер начинают разыгрывать на огромном экране своеобразную шахматную партию, в которой «фигурами» являются жители посёлка (или создания писателя). Игра приобретает всё более жёсткий характер. Становится понятно, что инженер тоже является «созданием» писателя. Жена писателя рожает, после чего к ней возвращается дар речи. По мере того, как писатель завершает роман, фантазия и реальность всё больше перемешиваются между собой.

## В ролях
- Катрин Денёв — Милен
- Мишель Пикколи — Эдгар Пикколи
- Жак Шарье — Рене де Монтьон
- Ева Дальбек — Мишель Келлек
- Мари-Франс Миньяль — Вивьен Келлек
- Бритта Петтерссон — Люси де Монтьон
- Урсула Кюблер — Вамп
- Жанна Аллар — Генриэтта
- Жоэль Гоцци — Сюзон